# Großsteingrab Sinsleben
Das Großsteingrab Sinsleben war eine jungsteinzeitliche megalithische Grabanlage in Ermsleben-Sinsleben, einem Ortsteil der Gemeinde Falkenstein/Harz im Landkreis Harz, Sachsen-Anhalt. Das Grab wurde 1831 entdeckt und später vollständig zerstört. Seine genaue Lage ist nicht überliefert. Es wurde nur sehr vage als „Steingewölbe“ beschrieben, sodass nicht ganz klar ist, ob es sich tatsächlich um ein Großsteingrab oder um eine sub- oder pseudomegalithische Grabanlage gehandelt hat. Ulrich Fischer sah es als Steingrab an, Hans-Jürgen Beier als Großsteingrab oder als pseudomegalithisches Mauerkammergrab.
Als Grabbeigaben wurden zahlreiche Keramikgefäße sowie mindestens ein, vielleicht aber auch vier Beile aus Schiefer gefunden. Von den Gefäßen ist nur noch eine Tasse erhalten, die sich der spätneolithischen Bernburger Kultur zuordnen lässt. Die erhaltenen Funde gelangten zunächst ins Harzmuseum nach Wernigerode und befinden sich heute im Landesmuseum für Vorgeschichte in Halle (Saale).
Aus Ermsleben sind außerdem zwei weitere zerstörte Großsteingräber, die Großsteingräber bei Ermsleben, und ein Menhir, der Nagelstein von Ermsleben, bekannt.